# Vika Jigulina
Vika Jigulina (* 18. Februar 1983 in Cahul, Moldauische SSR; bürgerlich: Wiktoria Kornewa) ist eine moldauische Musikproduzentin, Sängerin und DJ.

## Karriere
Im Jahr 2000 schloss sie die Maria-Ciubotari-Schule in Cahul ab. Noch im selben Jahr zog sie nach Rumänien, in die Stadt Timișoara, wo sie ihr Studium fortsetzte. In den folgenden Jahren arbeitete sie als DJ in verschiedenen Diskotheken in Rumänien. Sie moderierte beim rumänischen Radiosender Radio Deea eine wöchentliche Sendung, bevor sie beim Radiosender VIBE FM landesweit bekannt wurde.
Jigulina hat bereits mit Steve Murrano, ATB, Tom Craft, DJ DOX, Steve Angello und Sebastian Ingrosso zusammengearbeitet. Sie nahm zusammen mit dem rumänischen Musikproduzenten Edward Maya die beiden Singles Stereo Love und This Is My Life auf, welche beide internationale Charthits wurden. Seit Juni 2011 ist sie bei Edward Mayas neu gegründetem Label „Mayavin Records“ unter Vertrag.

## Diskografie
Singles
- 2009: Stereo Love (mit Edward Maya)
- 2010: This Is My Life (mit Edward Maya)
- 2011: Desert Rain (mit Edward Maya)
- 2012: Memories
- 2014: Love of My Life (mit Edward Maya)